# Révillon
Révillon korábbi község Franciaországban, Aisne megyében. Lakosainak száma 68 fő (2018. január 1.). Révillon Maizy, Villers-en-Prayères és Glennes községekkel határos.
2016. január 1-jén hat másik korábbi községgel egyesült és az így létrejött Les Septvallons új község része lett.

## Népesség
A település népessége az elmúlt években az alábbi módon változott:
| Lakosok száma | 63   | 60   | 29   | 41   | 41   | 65   | 71   | 71   | 69   | 68   |
|               | 1962 | 1968 | 1982 | 1990 | 1999 | 2008 | 2011 | 2013 | 2017 | 2018 |